# Anna Torretta
Anna Torretta (Torino, 27 marzo 1971) è un'alpinista, arrampicatrice e scrittrice italiana.
Detiene più primati di scalate di dry tooling. È arrivata seconda al Campionato del mondo di arrampicata su ghiaccio nel 2002, e seconda alla Coppa del Mondo di arrampicata su ghiaccio nel 2006. Ha aperto numerose cascate di ghiaccio di VI grado dal Cile alla Turchia.
È la prima e unica guida alpina donna della Società delle Guide Alpine di Courmayeur, di cui fa parte dal 2005.
Ha pubblicato per Piemme La montagna che non c'è (2017) e per Hoepli Whiteout (2020), scritto con E. Delnevo e D. Bankowska.

## Biografia
Ha cominciato ad andare in montagna sin da piccola: con i genitori sale a 12 anni il Gran Paradiso. Si laurea al Politecnico di Torino in architettura nel 1998, vive a Innsbruck per 6 anni, dove inizia il corso per diventare guida alpina, progetta muri di arrampicata e lavora come progettista di attrezzature per l'alpinismo. Nel frattempo sale, con primati femminili e assoluti, diverse cascate di ghiaccio, vie di dry tooling e vie di arrampicata in artificiale. Dal dicembre 2004, sempre più spesso si sposta a Courmayeur (ospite dell'azienda Grivel), e l'anno successivo decide di portarvi la residenza. Termina il corso per guide alpine in Italia, dove si stabilisce definitivamente. Si sposa nel 2008 e diventa mamma di due bambine nel 2012 e 2016.
Sale da sola, senza aiuto di sherpa, nel 2006 l’Ama Dablam 6.856m, in Nepal. Nell’autunno 2010 tenta la salita al Cho Oyu 8.201 m in Tibet, raggiunge il Campo 2, 7.200 metri di quota, ma le continue nevicate e valanghe fanno desistere dal tentativo tutte le spedizioni.
Organizza ed è il leader di spedizioni femminili alpinistiche-esplorative in Cile, Patagonia, Turchia, Corea del Sud, e Afghanistan.
Partecipa nel 2015 al reality Montebianco, in coppia con Stefano Maniscalco.
Durante la spedizione alpinistica nel remoto Karnali District, nella regione di Mugu del Nepal, apre una via sull'inviolato Mugu Peaks, con C.Buil, I.Foord (ottobre 2018).
Organizzatrice nel 2019-20-21 del meeting delle "Donne Guide Alpine", ad Arco di Trento, seguito dal "Women's Climbing Day". Nel 2022 organizza il 1st Women Mountain Guide Summit in Valle d'Aosta al Forte di Bard.
Oggi continua l'attività di esploratrice di cascate di ghiaccio in regioni remote della Terra, alternando la professione di guida alpina a quella di scrittrice.

## Vie di dry tooling
- Vertical Limits - Kandersteg (SUI) - 2004 - M12 - Seconda ripetizione femminile[8]
- Musashi - Cineplex  Cave - Banff National Park (CAN) - 2004 - M12 Prima ripetizione femminile[9]
- Empire Strike Back - Cogne - 2004 - Prima ripetizione assoluta a vista di un M11
- Jedi Master - Cogne - 2008 - Terza ripetizione assoluta[10]

## Cascate di ghiaccio
- Nuit Blanche - Argentière (FR) - 2011 - WI6 110m - Probabile prima ripetizione in team femminile[11]
- La Gioconda - Marmolejo - Cile - 2014 - WI6 160m - Prima salita assoluta[12]
- Anatolia - Erzurum - Turchia - 2015 -  WI6 100m - Prima salita assoluta[13]

## Vie di arrampicata artificiale
- Zodiac - El Capitan - Yosemite (USA) - 2003 - A3, 540m,[14] con 6 giorni in parete. NB: Salita ritenuta NON valida, per avere utilizzato in parte le corde fisse dei fratelli Huber (comunicazione di Alexander e Thomas Huber; registrazione della Yosemite Climbing Information).

- B.A.T. - Caporal - Valle dell'Orco (ITA) - 2004 - A3, seconda ripetizione assoluta con Erika Morandi[15]

## Spedizioni extraeuropee
Ama Dablam 6.856m, 2006, Nepal
Tentativo Babatangi, sino a 6.000m Whakhan, Afghanistan
Tentativo Cho Oyu sino a quota 7200m, campo 2, 2010, Tibet
Spedizione nell'Alto Pamir con Suzi Medge, 2010, Afghanistan